# Inferno (personaggio DC Comics)
Inferno (alias Sandy Anderson del pianeta Terra) è un personaggio dei fumetti pubblicati dalla DC Comics. Il personaggio è una supereroina dell'Universo DC, ex alleata della Legione dei Super-Eroi nel futuro, ma che risiede nel presente (XXI secolo).

## Biografia del personaggio
Il nome di Sandy Anderson comparve per la prima volta quando numerosi Legionari, Inferno inclusa, furono piazzati in un mondo illusorio rappresentante l'America rurale degli anni cinquanta dove, tra le altre cose, tutti i loro nomi furono anglicizzati per somigliare a nomi esistenti all'epoca (per esempio, Querl Dox divenne "Earl Docks"), rendendo impossibile capire se erano proprio i loro nomi o solo un'approssimazione. La serie, 1997-1998, si riferì ad Inferno chiamandola per nome, e mostrò un flashback in cui venne chiamata Ms. Anderson, stabilendolo come cognome. I suoi genitori furono John Anderson e Maja Will Anderson.
Come descritto nell'aggiornamento post-Ora zero - Crisi nel tempo della storia della Legione, Inferno fu descritta come un personaggio piuttosto assetato di sangue che inizialmente lavorava per un gruppo chiamato Workforce. Lavorò al fianco di Live Wire dopo che questi diede le dimissioni dalla Legione, e come membro dei Workforce, uccideva i suoi nemici immolandoli, con grande disappunto dei Legionari.
Fu poi parte di un gruppo di Legionari che furono inviati nel XX secolo dall'Occhio di Smeraldo. Aiutò i Legionari durante la battaglia contro il Mangiatore di Soli, come descritto in Final Night dal n. 1 al n. 4. Successivamente, non sentendosi affiliata alla Legione, decise di rimanere nel passato quando i suoi compagni fecero ritorno nel futuro.
Qui passò qualche tempo in compagnia di uno strano centro commerciale e numerosi ragazzi senza tetto, e in questo periodo ebbe a che fare con il problema del movimento involontario durante il sonno. Fu poi reclutata per diventare parte di una forza invadente inviata in Zandia per vendicare l'assassinio dei genitori di Empress. Questo gruppo era composto di numerosi supereroi, inclusi Damage, i Gemelli Meraviglia e la Young Justice.
Inferno non comparve nella continuità originale della Legione, anche se fu basata su un personaggio di nome Beauty Blaze che fu creata per la Legione dei Supercriminali, ma che infine rimase inutilizzata.
Nella nuova versione della Legione di Mark Waid, Inferno è un membro dei Wanderers, un gruppo di "black ops" adulti che si oppone alla Legione perché non intende mantenere l'ordine. Questa nuova versione di Inferno viene dal pianeta Mercurio e ha la pelle color verde chiaro.

## Poteri e abilità
Inferno possiede il potere di generare e manipolare il fuoco, e di volare; ha paura del buio.